# The Bangles
Le Bangles sono un gruppo musicale femminile statunitense formato a Brentwood, in California, nel 1980, inserito nella Vocal Group Hall of Fame dall'anno 2000.

## Storia
Originariamente la band si chiamava The Bangs ("i ciuffi"), ma per questioni legali di omonimia, infatti c'era già un gruppo newyorkese con questo nome, dovettero cambiare il nome in The Bangles ("i braccialetti"). L'esordio avvenne nel 1982 con l'EP omonimo che le fece accostare al nascente movimento Paisley Underground. Dopo la sua realizzazione la bassista Annette Zilinskas abbandonò il gruppo e fu rimpiazzata da Micki Steele.
Il primo album All Over the Place fu pubblicato per la Columbia Records nel 1984. Impostato su un pop rock dominato dagli impasti vocali delle quattro ragazze, il disco rimase in classifica per 30 settimane. Il singolo estratto più famoso è Going Down to Liverpool.
Nel 1986 uscì il nuovo singolo Manic Monday, scritto da Prince, che salì fino alla cima delle classifiche inglesi e statunitensi. Il singolo ha trascinato anche il secondo album del gruppo, Different Light. Il terzo singolo estratto dall'album, Walk like an Egyptian, arrivò al primo posto delle classifiche americane, segnando l'apice della loro carriera.
Nel 1987 ricevettero riconoscimenti sia ai Brit Awards sia agli MTV Video Music Awards.
Nel 1988 incisero una cover di Hazy Shade of Winter di Paul Simon per il film Al di là di tutti i limiti. A fine anno uscì il terzo album, Everything. Nel 1989, con il singolo Eternal Flame, le Bangles tornarono al primo posto delle classifiche. Poco tempo dopo, uscì la raccolta, Greatest Hits, che preannunciò lo scioglimento del gruppo. A questo punto le relazioni all'interno della band si erano ormai deteriorate e i membri intrapresero ciascuna la propria strada. Susanna Hoffs intraprese la carriera da solista e Vicky Peterson andò in tour come membro della band di New Orleans i Continental Drifters e come membro sostitutivo delle The Go-Go's.
La Hoffs ha poi sposato il regista Jay Roach. La loro unione ha portato alla successiva riunione della band quando egli chiese alla moglie e a Debbi Peterson di scrivere un brano per il suo nuovo film. Così la band si è riformata nel 1999, per incidere il brano Get the Girl per la colonna sonora del film Austin Powers - La spia che ci provava e ha passato i successivi quattro anni in tour per finanziare un nuovo album.
Nei primi anni Duemila la band è guest star in Una mamma per amica (ep. 13x01). Successivamente ha pubblicato gli album Doll Revolution nel 2003 e Sweetheart of the Sun nel 2011.
Nel 2005 la band ha annunciato l'abbandono della bassista Michael Steele per divergenze artistiche sulle tournée e sulle registrazioni. Steele è stata sostituita nelle esibizioni dal vivo dalla turnista Abby Travis, alla fine anche lei allontanata. Nel gennaio 2018 le Bangles hanno effettuato il loro primo show dopo due anni all'Honda Center ad Anaheim, riunendosi con la bassista membro originale Annette Zilinskas per la prima volta dal 1983.

## Formazione

### Attuale
- Susanna Hoffs – voce, chitarra, cori
- Vicki Peterson – chitarra, voce, cori
- Debbi Peterson – batteria, percussioni, voce, cori

### Ex componenti
- Annette Zilinskas – basso, voce, armonica a bocca (1982-1983)
- Michael Steele – basso, chitarra, voce, cori (1983-2005)

### Turnisti
- Abby Travis – basso (2005-2008)

## Discografia

### Album in studio
- 1984 – All Over the Place
- 1986 – Different Light
- 1988 – Everything
- 2003 – Doll Revolution
- 2011 – Sweetheart of the Sun

### EP
- 1982 – Bangles

### Singoli
- 1981 – Getting out of Hand
- 1982 – The Real World
- 1984 – Hero Takes a Fall
- 1985 – Going Down to Liverpool
- 1986 – Manic Monday
- 1986 – If She Knew What She Wants
- 1986 – Walk like an Egyptian
- 1987 – Walking Down Your Street
- 1987 – Hazy Shade of Winter
- 1988 – In Your Room
- 1989 – Eternal Flame
- 1989 – Be with You
- 1989 – I'll Set You Free
- 1990 – Everything I Wanted
- 1990 – Walk like an Egyptian (remix)
- 1990 – The Eternal Mix
- 2003 – Something That You Said
- 2003 – Tear Off Your Own Head
- 2003 – I Will Take Care of You
- 2006 – Light My Way
- 2011 – I'll Never Be Through with You
- 2011 – Anna Lee (Sweetheart of the Sun)

### Raccolte
- 1990 – Greatest Hits
- 2014 – Ladies and Gentlemen... The Bangles!

## Video
- 1990 – Greatest Hits
- 2003 – Doll Revolution DVD
- 2007 – Return to Bangleonia